# Антарова, Конкордия Евгеньевна
Конкордия Евгеньевна Антарова (13 апреля 1886 год, Варшава, по другим источникам (ошибочно) — Санкт-Петербург — 6 февраля 1959, Москва) — оперная и камерная певица (контральто), педагог, писатель. Заслуженная артистка РСФСР (1933).

## Биография
Отец — чиновник Министерства народного просвещения, мать — двоюродная сестра сосланного в Сибирь народовольца Аркадия Тыркова, состояла в родстве с С. Л. Перовской (Софья Перовская приходилась будущей певице двоюродной бабушкой). В одиннадцать лет потеряла отца, в четырнадцать лет, будучи в шестом классе гимназии, осталась круглой сиротой. Но она не бросила учиться, а окончила гимназию, самостоятельно зарабатывая уроками. Юная Кора решает уйти в монастырь, где пение в церковном хоре помогло развитию природного дара. Многое решила встреча с Иоанном Кронштадтским, который сказал молодой девушке, что ей суждено трудиться в миру. Подруги по гимназии собрали ей сто рублей, и Кора поехала учиться в Петербург.
C 1901 года училась на Бестужевских высших женских курсах и в Петербургской консерватории (педагог И. Прянишников). На учёбу пришлось тяжело зарабатывать, от голода и утомления нередко валилась с ног и оказывалась в больнице; так началась бронхиальная астма, мучившая певицу всю жизнь. В 1901—1902 выступала на сцене петербургского Народного дома (партия Солохи в опере «Кузнец Вакула» П. И. Чайковского). В 1907 году заканчивает учёбу у Прянишникова и показывается в Мариинский театр. «В комиссии по прослушиванию певцов председательствуют дирижёр Э. Ф. Направник и директор императорских театров В. А. Теляковский. Из 160 прослушанных певцов в театр принята одна Антарова! Так с 1 мая 1907 года началась её артистическая карьера», — свидетельствует С. И. Тюляев. В 1907—1908 солистка петербургского Мариинского театра; в 1908—1912 была участником Кружка любителей русской музыки в Москве; в 1908—1930 и 1932—1936 — солистка московского Большого театра (параллельно в 1918—1922 гг. — Оперная студия Большого театра, где изучала актёрское мастерство у К. Станиславского), в 1930—1932 — солистка Второго ГАТОБа (Москва). В 1930—1932 гг. ушла из вокала. «В действительности 25 дек. 1930 А. по лич. просьбе „освободилась от службы“ в Большом театре и 25 нояб. 1931 поступила в ПБ бибтехн. сотр. Сектора хранения. 1 янв. 1932 переведена на должность пом. библиотекаря. Распоряжением по ПБ от 8 июля 1932 А. была уволена „согласно заявления“ с 1 июля 1932».
Во время войны жила в Москве, писала трёхтомный (третий том состоит из двух книг) теософский роман «Две жизни» (впервые издан в 1993 году). Антарова — автор «Бесед К. С. Станиславского» (1939); автор литературных записей бесед с В. И. Качаловым, записей «Беседы Учителя. Как прожить свой серый день». В 1946 году ею был организован при ВТО (Всероссийское театральное общество) Кабинет К. С. Станиславского.
Из-за приверженности к религии находилась под особым наблюдением властных структур.
Занималась педагогической деятельностью.
Похоронена на Новодевичьем кладбище в Москве.

## Творчество

### Оперные партии
- Марта («Оле из Норд-ланда» М. Ипполитова-Иванова, первая исполнительница);
- Дросида («Тупейный художник» И. Шишова);
- Дуняша («Царская невеста» Н. А. Римского-Корсакова);
- Отрок (Сказание о невидимом граде Китеже и деве Февронии);
- Флосхильда, Норна («Гибель богов» Р. Вагнера);
- Афимьи («Прорыв» С. Потоцкого);
- Ваня («Жизнь за царя» М. Глинки);
- Лель («Снегурочка» Н. А. Римского-Корсакова);
- Фрика («Валькирия» Р. Вагнера);
- Княгиня («Русалка» А. Даргомыжского);
- Мамка («Борис Годунов» М. Мусоргского);
- Кончаковна («Князь Игорь» А. Бородина);
- Ангел («Демон» Рубинштейна);
- Нежата, Любава («Садко» Н. А. Римского-Корсакова);
- Алконост (Сказание о невидимом граде Китеже и деве Февронии Н. А. Римского-Корсакова);
- Марта («Иоланта» П. Чайковского);
- Басманов («Опричник» П. Чайковского);
- Ольга и Няня («Евгений Онегин» П. Чайковского);
- Полина и Миловзор, Графиня («Пиковая дама» П. Чайковского);
- Зибель («Фауст» Ш. Гуно);
- Кармен («Кармен» Ж. Бизе);
- Далила («Самсон и Далила» К. Сен-Санса);
- Эрда («Золото Рейна» и «Зигфрид» Р. Вагнера).

### Камерные исполнения
Произведения И. Брамса («Строгие напевы» — 1-я исполнительница в Москве, 1923); Дж. Россини («Торжественная месса» — 1-я исполнительница в России, Петербург, под управлением Н. Галкина, в ансамбле с Н. Кедровым, С. Гладкой, А. Лабинским); Р. Штрауса и др.

### Проза
- Беседы К. С. Станиславского в Студии Большого театра в 1918—1922 гг. М.; Л., 1939;
- Моя работа над ролью Графини в «Пиковой даме» // Чайковский и театр: Ст. и материалы. М.; Л., 1940;
- Из записей репетиций К. С. Станиславского // Театр. 1951. № 5;
- Памяти чудесного певца // Василий Родионович Петров: Сб. ст. и материалов. М., 1953;
- Искусство, одухотворенное человечностью // Антонина Васильевна Нежданова: Материалы и исследования. — М., 1967;
- Беседы Учителя. Как прожить свой серый день. // М., 2010. Две тетради записей бесед К. Е. Антаровой с Учителем.

#### «Две жизни»
В книге в беллетристической форме раскрываются понятия теософии (в частности, Санат Кумара и другие Вознесённые Владыки). В качестве героев романа выведены следующие «учителя»: Махатма Мория (учитель Али Мохаммед), Павел Венецианец (Флорентиец), Илларион (учитель И.), Кут Хуми (сэр Ут-Уоми), граф Сен-Жермен (князь Сенжер). В ролях «учеников» в книге фигурируют такие известные персоны, как: Елена Блаватская (Наталья Андреева), Генри Олкотт (Ольденкот), Анни Безант (леди Бердран), Сергей Рахманинов (композитор Аннинов).
Рукопись многие годы хранилась в Москве у Елены Фёдоровны Тер-Арутюновой, считавшей певицу своей духовной наставницей. Книга распространялась самиздатом, а уже после развала Союза рукопись была отдана в распоряжение Латвийского общества Рериха. Роман впервые был издан в 1993 году.

### Музыкальные записи
- Tchaikovsky: Eugene Onegin, Bolshoi Theater Orchestra (1936) Conductor: Vasili Nebolsin Audio CD Number of Discs: 2 Label: Grammofono 2000, ASIN: B00001XDNC